# جيمس كلارك (رجل أعمال)
جيمس كلارك (بالإنجليزية: James Clark)‏ هو شخصية أعمال نيوزيلندي، ولد في 12 أغسطس 1833 في Beith ‏ في المملكة المتحدة، وتوفي في 26 يناير 1898 في إنجلترا في المملكة المتحدة.